# 山澤逸平
山澤 逸平（やまざわ いっぺい、1937年3月1日 - 2018年11月16日）は、日本の経済学者。一橋大学名誉教授。

## 人物
東京府東京市芝区生まれ。一橋大学経済学部や大学院・経済学研究科教授、早稲田大学大学院アジア太平洋研究科教授、国際大学学長、朝日新聞社外委員、APEC賢人会議日本代表等を歴任。日経・経済図書文化賞受賞、外務大臣表彰受賞、瑞宝中綬章受章。
奥田英信（一橋大学名誉教授）、竹中平蔵（慶應義塾大学名誉教授、経済財政担当大臣、総務大臣）、中村洋（慶應義塾大学教授）、浜矩子（同志社大学名誉教授）、江上美芽（ユタ大学併任教授）、中北徹（東洋大学名誉教授）などは山澤ゼミナール出身。
公益財団法人日本国際フォーラム参与、政策委員。2014年、瑞宝中綬章受章。2018年11月16日死去。叙正四位。

## 学歴
- 1943年 目黒区鷹番国民学校（現目黒区立鷹番小学校）入学
- 1955年 東京都立日比谷高等学校卒業
- 1960年 一橋大学経済学部卒業（磯野修ゼミナール）
- 1962年 一橋大学大学院経済学研究科修士課程修了（山田勇ゼミナール）
- 1963年 シカゴ大学大学院経済学研究科留学（1966年3月まで)[9]
- 1968年 一橋大学大学院経済学研究科博士課程単位修得（小島清ゼミナール）
- 1984年 一橋大学経済学博士。博士論文は「日本の経済発展と国際分業」

## 職歴
- 1968年 一橋大学経済学部専任講師
- 1971年 一橋大学経済学部助教授
- 1976年から1977年までタンマサート大学経済学部客員教授
- 1978年 一橋大学経済学部教授
- 1988年から1989年までシェフィールド大学経営学部客員教授
- 1995年から1996年までバーミンガム大学日本研究センター客員教授
- 1998年 一橋大学大学院経済学研究科教授
- 1998年 日本貿易振興会理事及びアジア経済研究所所長兼務
- 2000年 一橋大学定年退職、早稲田大学大学院アジア太平洋研究科教授（- 2003年）、一橋大学名誉教授
- 2004年 国際大学学長（-2007年）

## 著書

### 単著
- 『日本の経済発展と国際分業』（東洋経済新報社, 1984年）
- 『国際経済学』（東洋経済新報社, 1986年／第2版, 1993年／第3版, 1998年）
- 『アジア太平洋経済入門』（東洋経済新報社, 2001年）
- APEC : new agenda in its third decade, (Institute of Southeast Asian Studies, 2012)

### 共著
- （山本有造）『長期経済統計 : 推計と分析(14)貿易と国際収支』（東洋経済新報社, 1979年）

### 編著
- 『APECの新展開――大阪会議に向けて』（アジア経済研究所, 1995年）
- Asia Pacific Economic Cooperation (APEC): Challenges and Tasks for the Twenty-first Century, (Routledge, 2000).
- 『UNCTADの新発展戦略』（アジア経済研究所, 2001年）

### 共編著
- （池間誠）『資源貿易の経済学』（文真堂, 1981年）
- （田中拓男）『貿易日本の活路――市場開放と企業戦略』（有斐閣, 1984年）
- （野原昂）『アジア太平洋諸国の貿易と産業調整』（アジア経済研究所, 1985年）
- （豊田俊雄）『発展途上国――成功と挫折』（洋販出版, 1985年）
- （平田章）『発展途上国の工業化と輸出促進政策』（アジア経済研究所, 1987年）
- The Economic Development of Japan and Korea: A Parallel with Lessons, co-edited with Chung H. Lee, (Praeger, 1990).
- （平田章）『先進諸国の対発展途上国貿易政策』（アジア経済出版所, 1990年）
- （平田章）『先進諸国の産業調整と発展途上国』（アジア経済研究所, 1991年）
- （平田章）『日本・アメリカ・ヨーロッパの開発協力政策』（アジア経済研究所, 1992年）
- Trade Policies Towards Developing Countries, co-edited with Akira Hirata, (St. Martin's Press, 1993).
- （三和総合研究所）『アジア太平洋2000年のビジョン』（東洋経済新報社, 1993年）
- （鈴木敏郎・安延申）『APEC入門――開かれた地域協力を目指して』（東洋経済新報社, 1995年）
- （今井健一）『中国のWTO加盟――グローバル・エコノミーとの共生を目指して』（アジア経済研究所, 2001年）
- （天川直子）『21世紀の開発戦略――グローバリゼーション下の発展途上国の経験と展望』（アジア経済研究所, 2002年）
- （平塚大祐）『日・ASEANの経済連携と競争力』（アジア経済研究所, 2003年）
- （馬田啓一・国際貿易投資研究会）『通商政策の潮流と日本：FTA戦略とTPP』（勁草書房, 2012年）
- （馬田啓一・国際貿易投資研究会）『アジア太平洋の新通商秩序：TPPと東アジアの経済連携』（勁草書房, 2013年）

### 訳書
- S・B・リンダー『国際貿易の新理論』（小島清との共訳, ダイヤモンド社, 1964年）
- ピーター・ドライスデール『アジア太平洋の多元経済外交』（石垣健一・平田章との共訳, 毎日コミュニケーションズ, 1991年）